# Anaxarcha pulchella
Anaxarcha pulchella är en bönsyrseart som beskrevs av Werner 1922. Anaxarcha pulchella ingår i släktet Anaxarcha och familjen Hymenopodidae. Inga underarter finns listade i Catalogue of Life.